# Adriënne Solser

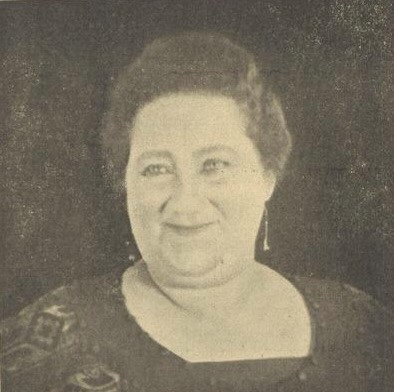
Adriënne Solser

Engelina Adriana Solser, bekannt unter Adriënne Solser (geboren 18. Februar 1873 in Rotterdam; gestorben 29. November 1943 in Doetinchem), war eine niederländische Schauspielerin, Varietékünstlerin und Filmemacherin.

## Leben
Engelina Adriana Solser wurde am 18. Februar 1873 in Rotterdam geboren. Sie war die Tochter des Theaterdirektors Johannes Solser (1833–1893) und der Schauspielerin Engelina Florina Hartlooper (1835–1920). Sie war das dritte Kind der Theaterfamilie. Die Komiker Michel Solser  (1865–1894) und Lion Solser (1977–1915) waren ihre Brüder, auch ihre älteste Schwester und ihr jüngster Bruder standen auf der Bühne. Adriënne Solser trat bereits als Teenager mit der Wandertheatergruppe ihrer Eltern auf. Sie gab ihr Debüt als Soubrette um 1889 im Café-Concert Victoria in Amsterdam als Vorgruppe für Bruder Michel. Am 15. März 1893 heiratete sie den Musiker Neumann Wittkower (1870–?) und ein Monat später kam ihre Tochter Rebecca Rachel (1893–1942) zur Welt. Die Ehe dauerte anderthalb Jahre und wurde 1894 geschieden. Im Jahr 1895 trat Adriënne Solser in einer parodistischen Operette und einer Komödie im Frascati Theater auf der Plantage Middenlaan auf. Nach der Scheidung heiratete sie am 27. März 1895 in Kapstadt den Arzt und Apotheker Louis Joseph Boesnach (1867–?). Sie lebte mehrere Jahre in Pretoria, dort wurden Andreas Louis (1896–1928) und Adela Micheline (1897–1992) geboren. Im Jahr 1900 kehrte sie in die Niederlande zurück und trat erneut in der Frascati Schouwburg in der komischen Operette „Amsterdamse Hartjesdag“ auf. Sie spielte die Rolle der „Waspit Kee“, der prototypischen Arbeiterfrau aus dem Jordaan, ein Typ, der ihre weitere Karriere in Varietés und im Film begleiten würde, unabhängig davon, ob die Figur Kee, Ka oder Bet hieß.

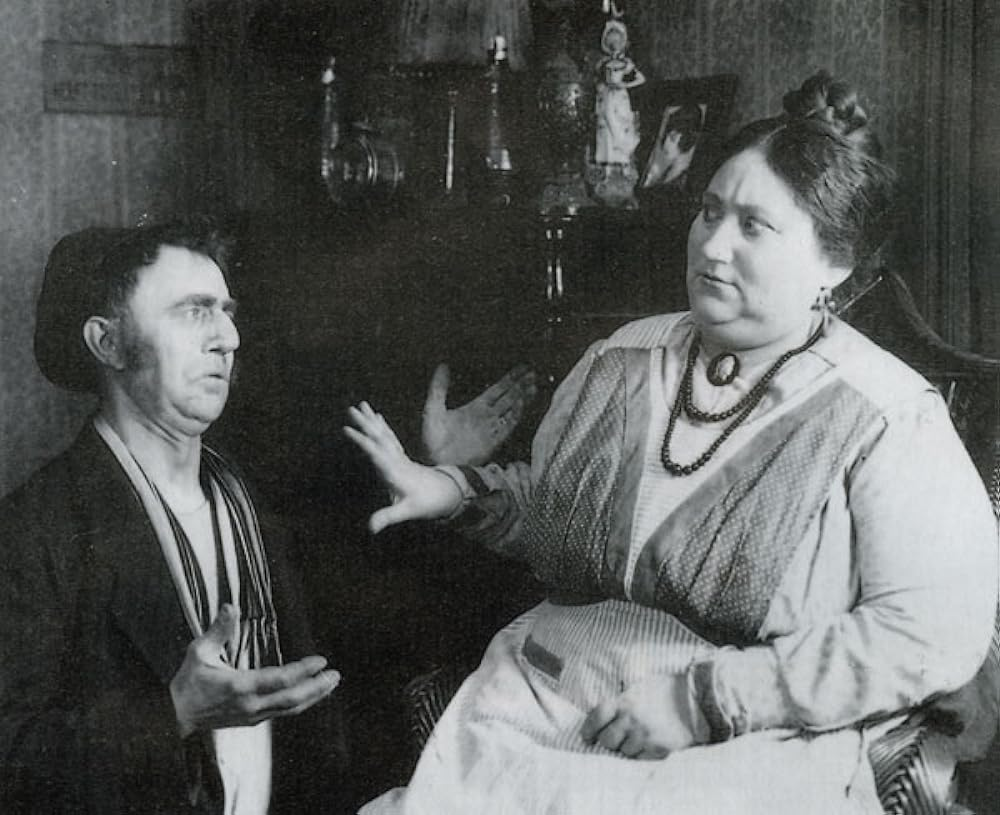
„Bet. De Koningin van de Jordaan, 1924“

Zu Beginn des 20. Jahrhunderts trat Adriënne Solser hauptsächlich als Solokünstlerin in der florierenden Varietéshow mit zwanzigminütigen Liederprogrammen und Charakterskizzen auf. Sie entwickelte sich dabei von der Vortragssoubrette zur Verssängerin und zu einer Charakterkomikerin, die sich alle paar Monate neues Repertoire von professionellen Vers- und Revueautoren einfallen ließ. Dabei war ihr Repertoire vielfältig, Figuren waren rebellische Dienstmädchen, Arbeiterinnen aus Rotterdam und Den Haag, unzufriedenen Damen und fleißige Soubrettinnen bis hin zu von Männern betrogenen Prostituierten. Sie startete neue Programme im Varieté-Tempel Casino Soesman in Rotterdam, danach tourte sie durch das Land und trat auch mit französischen und deutschen Texten in Belgien und Deutschland auf. 1909 ließ sie sich von ihrem zweiten Ehemann scheiden. In Sloten heiratete sie am 22. März 1912 den Amsterdamer Diamantenarbeiter Salomon D'Oliveijra (1878–1943) von dem sie im selben Jahr ihr viertes Kind bekam, Engelina Jeannette (1912–1995). Auch diese Ehe wurde nach zwölf Jahren geschieden.
Sie trat ab Ende 1912 immer häufiger in Amsterdam auf. Dort erzielte sie mit dem „Jordaan-Genre“ große Erfolge. Solser erntete in der Rolle der „Ka de Suffragette aus dem Jordaan“ oder „Bolle Bet aus der Willemsstraat“ Gelächter vom Publikum. Am Vorabend des Ersten Weltkriegs gehörte sie zu den fünf besten Humoristinnen der Niederlande. Während der Kriegsjahre wechselte Adriënne Solser vom Varieté zur Revue, zum Kabarett und zum Film. Sie führte Revuen und Kabarettprogramme in Theater in Rotterdam, Den Haag und Amsterdam sowie in Kinos auf, in denen abwechselnd Filme und Varieténummern auf dem Programm standen. Ende 1918 bildete Solser vorübergehend ein Duo mit Marinus de Wilde, mit dem sie das jordaansche Paar Bet und Hein gründete, das sie im Rotterdamer Kino Astoria-Theater vorstellte und das auch in ihren Filmen zum Leben erweckte.

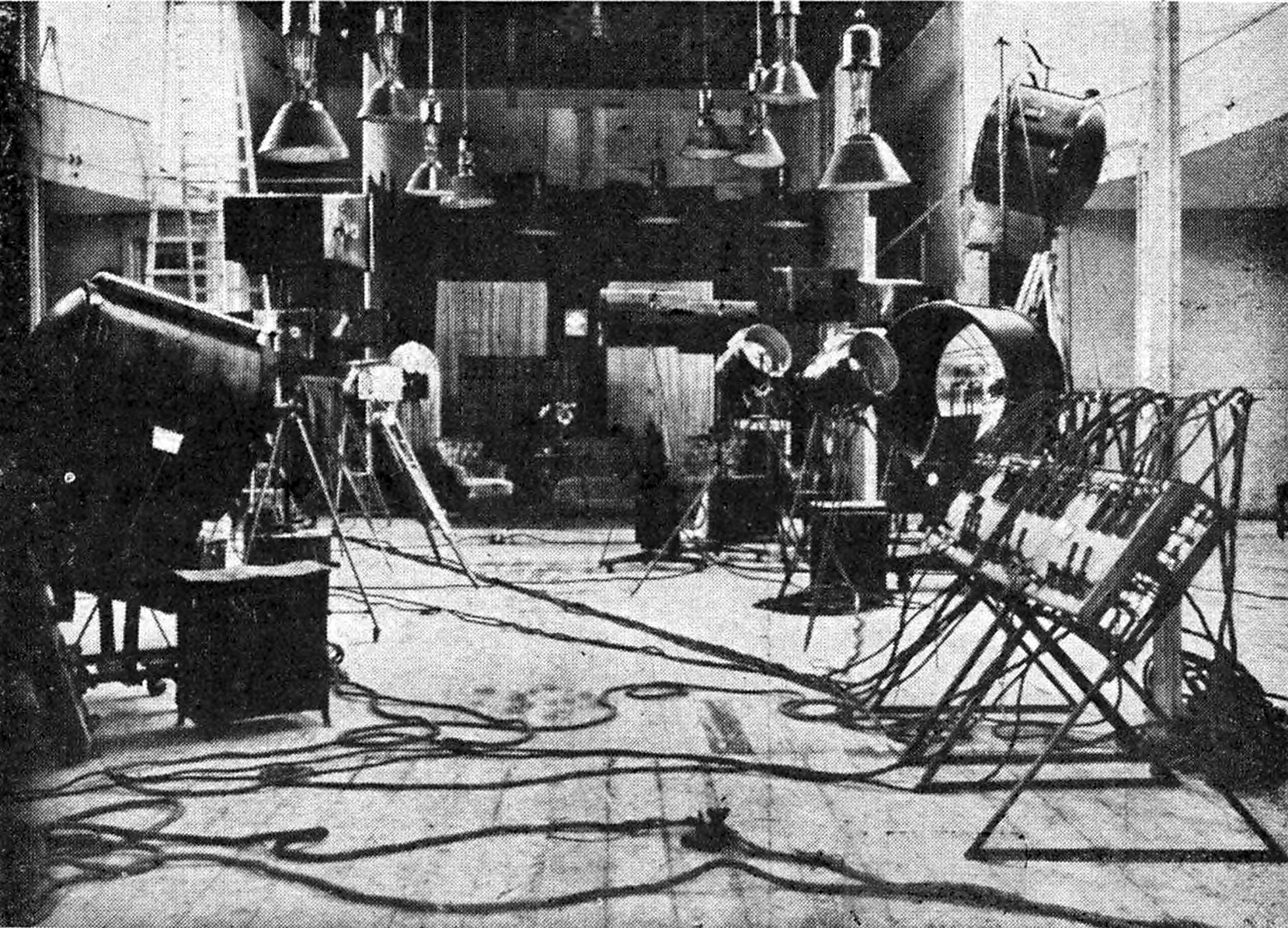
Eureka-Studio in Schiedam

Ihre erste Filmrolle spielte Adriënne Solser 1921 im satirischen Kurzfilm „Der Traum von Hadt-je-me-maar“. Während der Aufführungen im Cinema de Munt in Amsterdam spielte sie auch einen komischen Live-Act. In den Stummfilmen der 1920er Jahre wurde die Figur der Amsterdamer Arbeiterin zum Markenzeichen Solsers. Beispielsweise spielte sie auch in der ersten Verfilmung De Jantjes (1922) die Rolle der Na Druppel. Sie arbeitete mit dem Regisseur und Produzenten Alex Benno und sie entwickelten zusammen eine spezielle Formel, abendfüllende Farcen über die liebenswert eigenwilligen Aktionen einer Gruppe Jordaanier, mit Solser in der Hauptrolle auf der Leinwand und als Sängerin, Tänzerin und Sprecherin auf der Bühne während der Vorführungen. Durch diese Live-Auftritte in ihren Filmen hatte sie die Chance, mehr Kontrolle über die komische Wirkung auf das Kinopublikum zu haben. Diese Possen waren ein großer Erfolg und davon ermutigt gründete Solser 1924 eine eigene Filmproduktions- und Vertriebsfirma, die „Eureka“.
Im selben Jahr feierte sie ihr vierzigjähriges Bühnenjubiläum mit ihrem eigenen Film und Live-Act: „Bet, die Königin des Jordaan“. Ihr Sohn André Boesnach, der in Frankreich eine Filmausbildung absolviert hatte, wurde Co-Direktor des Filmstudios in Schiedam und Tochter Lien d'Oliveijra wurde als Mädchen für alles eingesetzt. Basierend auf der bewährten Kombination von Film und Live-Auftritt drehte Adriënne Solser drei weitere Filme: „Wette zieht die 100.000“ (1926), „Wette ist in Schwierigkeiten“ (1927) und „Wette auf die Olympiade“ (1928). Am 21. März 1928, während der Produktion des letzten Films, verstarb Sohn André unerwartet an einer Grippe. Trotz ihrer Trauer stellte Solser, den Film fertig und ab Juli desselben Jahres ging sie mit ihm auf Tournee. Dennoch wurde sie im Oktober 1928 von Gläubigern gezwungen, das Filmstudio „Eureka“ zu verkaufen. Sie ließen die Kopien ihrer Filmebeschlagnahmen.
Adriënne Solser leitete zwischen 1929 und 1930 die Pension Liena in Den Haag. Nachdem sie Kopien ihrer Filme zurück erhalten hatte, ging sie wieder mit ihnen auf Tournee und schaffte es erneut, das Publikum in den Bann zu ziehen. Zu der Zeit vollzog sich auch der Übergang vom Stummfilm zum Tonfilm, doch Solser bleib weiterhin dank ihrer Bühnenauftritte beliebt. Den Kritiken zufolge brillierte sie wie immer, „weil sie das Publikum, ihr Publikum, wie ihre Westentasche kennt!“.
Nach 1934 war Adriënne Solser noch in fünf Tonfilmen in Nebenrollen zu sehen. Live-Auftritte in diesen Jahren sind nicht mehr nachweisbar. Während des Zweiten Weltkriegs lebte sie in Amsterdam, doch 1943 stürzte sie beim Verlassen des Zuges im Achterhoek unglücklich ab, wahrscheinlich auf dem Weg zu ihrer dort versteckten Tochter Lien. Solser landete im Krankenhaus in Doetinchem und starb dort am 29. November 1943 an den Folgen einer Operation.